# Rebelión de Ilí
La rebelión de Ilí  (en chino tradicional, 伊寧事變; en chino simplificado, 伊宁事变; pinyin, Yīníng Shìbiàn) (Üch Wiläyt inqilawi) fue un movimiento separatista uigur respaldado por la Unión Soviética contra el gobierno del Kuomintang de la República de China en 1944. Tras el inicio de la rebelión, los rebeldes establecieron el Gobierno provisional de la Segunda República del Turquestán Oriental en 1944. La rebelión de Ilí fue el inicio de la Revolución de Liberación Nacional del Turquestán Oriental, también conocida como la Revolución de los Tres Distritos (en chino tradicional, 三區革命; en chino simplificado, 三区革命; pinyin, Sān-qū Gémìng), que duró hasta diciembre de 1949.

## Antecedentes
La Unión Soviética instaló a Sheng Shicai como su gobernante títere en Sinkiang en la invasión soviética de Sinkiang de 1934 y posteriormente afianzó aún más su posición en la Rebelión islámica en Sinkiang. Las fuerzas del Ejército Rojo soviético fueron estacionadas en los oasis de Xinjiang, como el "Octavo Regimiento" soviético en Hami, y los técnicos e ingenieros soviéticos inundaron la provincia. Durante la Segunda Guerra Mundial, el gobierno del Kuomintang de la República de China intentó socavar la presencia soviética en Xinjiang y recuperar la provincia del control soviético. El Kuomintang colaboró con el caudillo musulmán hui de Qinghai, el general Ma Bufang, para aumentar sus fuerzas militares en torno a Xinjiang e incrementar la presión sobre Sheng Shicai y los soviéticos.
En 1942, Sheng Shicai cambió su lealtad al Kuomintang tras las importantes derrotas soviéticas a manos de los alemanes en la guerra, y todas las fuerzas militares y técnicos del Ejército Rojo soviético que residían en la provincia fueron expulsados. Las unidades del Ejército Nacional Revolucionario de la República de China y los soldados de Ma Bufang se trasladaron a Xinjiang para tomar el control de la provincia. Ma ayudó al Kuomintang a construir carreteras que unían Qinghai y Xinjiang, lo que ayudó a ambos a poner Xinjiang bajo su influencia. En 1944, los soviéticos aprovecharon el descontento de los pueblos turcos de la región de Ili, en el norte de Xinjiang, para apoyar una rebelión contra el gobierno del Kuomintang en la provincia y reafirmar la influencia soviética en la región.

## Lucha

### Revuelta de Kulja
Muchos de los pueblos turcos del región de Ilí de Sinkiang mantenían estrechos vínculos culturales, políticos y económicos con Rusia y, posteriormente, con la Unión Soviética. Muchos de ellos se educaron en la Unión Soviética y en la región vivía una comunidad de colonos rusos. Como resultado, muchos de los rebeldes turcos huyeron a la Unión Soviética y obtuvieron ayuda soviética para crear el Comité de Liberación del Pueblo Turco de Sinkiang (STPNLC) en 1943 para rebelarse contra el gobierno del Kuomintang en Ili. El uigur prosoviético que más tarde se convirtió en líder de la revuelta, Ehmetjan Qasim, fue educado por los soviéticos y descrito como "hombre de Stalin" y como "progresista de mentalidad comunista".
Una misión enviada por los funcionarios del Kuomintang en Urumqi para aplastar a los musulmanes turcos, dispuestos a derrocar el dominio chino, fracasó porque sus tropas llegaron demasiado tarde. Varias unidades de caballería turca armadas por los soviéticos cruzaron a China en dirección a Kuldja. En noviembre de 1944, el jefe de la misión fue asesinado por rebeldes turcos uigures y kazajos respaldados por la Unión Soviética.
Los rebeldes asaltaron Kulja el 7 de noviembre de 1944, tomaron rápidamente partes de la ciudad y masacraron a las tropas del Kuomintang. Sin embargo, los rebeldes encontraron una feroz resistencia por parte de las fuerzas del Kuomintang atrincheradas en el poder y en las comisarías centrales y no las tomaron hasta el día 13. El 15 se declaró la creación de la "República del Turkestán Oriental" (RTE).
El ejército soviético ayudó al ejército uigur de Ili a capturar varias ciudades y bases aéreas. Los rusos no comunistas, como los rusos blancos y los colonos rusos que vivían en Xinjiang desde el siglo XIX, también ayudaron al Ejército Rojo soviético y a los rebeldes del Ejército de Ili y sufrieron grandes pérdidas. Muchos líderes de la República del Turquestán Oriental eran agentes soviéticos o estaban afiliados a la Unión Soviética, como Abdulkerim Abbas, Ishaq Beg, Saifuddin Azizi y los rusos blancos F. Leskin, A. Polinov y Glimkin. Cuando los rebeldes tuvieron problemas para arrebatar a los chinos el vital aeródromo de Airambek, las fuerzas militares soviéticas intervinieron directamente y ayudaron a morterear Airambek y a reducir la fortaleza china.

### Masacres
Los rebeldes se dedicaron a masacrar a los civiles chinos Han, especialmente a los afiliados al Kuomintang y a Sheng Shicai. En la "Declaración de Kulja", emitida el 5 de enero de 1945, la República del Turquestán Oriental proclamó que "barrería a los chinos Han" y amenazó con extraer una "deuda de sangre" de los Han. La RTE también declaró que trataría de establecer lazos especialmente cordiales con los soviéticos. La RTE posteriormente disminuyó el tono anti-Han en sus proclamaciones oficiales después de haber terminado de masacrar a la mayoría de los civiles Han en su área. Las masacres contra los Han se produjeron sobre todo en 1944-1945, y el Kuomintang respondió del mismo modo torturando, matando y mutilando a los prisioneros del ETR. En los territorios controlados por el ETR, como Kulja, se llevaron a cabo diversas medidas represivas, como el establecimiento de una organización policial secreta al estilo soviético, la prohibición de que los Han poseyeran armas y la oficialización de las lenguas rusa y túrquica en sustitución del chino.
Mientras que los pueblos tungúsicos no musulmanes, como los xibe, desempeñaron un papel importante en la ayuda a los rebeldes mediante el suministro de cosechas, los tungan (hui) musulmanes locales de Ili hicieron una contribución insignificante e insignificante a los rebeldes o no los ayudaron en absoluto.

### Formación del Ejército Nacional de Ili
El Ejército Nacional de Ili (INA), creado el 8 de abril de 1945 como brazo militar del ETR, estaba dirigido por el kirguís Ishaq Beg y los rusos blancos Polinov y Leskin. Los tres eran prosoviéticos y tenían un historial de servicio militar con las fuerzas asociadas a la Unión Soviética. Los soviéticos suministraron al INA municiones y uniformes de estilo ruso, y las tropas soviéticas ayudaron directamente a las tropas del INA a luchar contra las fuerzas chinas. Los uniformes y las banderas del INA tenían insignias con el acrónimo ruso de "República del Turkestán Oriental", ВТР en cirílico (Восточная Туркестанская Республика). Los soviéticos admitieron su apoyo a los rebeldes décadas más tarde al transmitir una emisión de radio en uigur desde Radio Tashkent a Xinjiang el 14 de mayo de 1967 que se jactaba de que los soviéticos habían entrenado y armado a las fuerzas del ETR contra China. Miles de tropas soviéticas ayudaron a los rebeldes turcos a luchar contra el ejército chino. En octubre de 1945, se sospecha que los aviones soviéticos atacaron posiciones chinas.
El Ejército Rojo soviético y el Ejército turco uigur de Ili avanzaron con el apoyo aéreo soviético contra fuerzas chinas mal preparadas, y casi lograron llegar a Ürümqi, pero los militares chinos levantaron anillos de defensas alrededor de la zona y enviaron caballería musulmana china para detener el avance de los rebeldes turcos musulmanes. Miles de tropas musulmanas chinas al mando del general Ma Bufang y su sobrino, el general Ma Chengxiang, entraron en Xinjiang desde Qinghai para combatir a las fuerzas soviéticas y turcas uigures.
Gran parte del ejército y del equipamiento de Ili procedía de la Unión Soviética. El ejército de Ili empujó a las fuerzas chinas a través de las llanuras y llegó a Kashgar, Kaghlik y Yarkand. Sin embargo, los uigures de los oasis no apoyaron a los rebeldes apoyados por los soviéticos y, como resultado, el ejército chino los expulsó. A continuación, los rebeldes de Ili masacraron el ganado de los kirguises y de los tayikos de Xinjiang. Los insurgentes apoyados por los soviéticos destruyeron las cosechas tayikas y kirguises y actuaron agresivamente contra los tayikos y kirguises de China. Los chinos hicieron retroceder la rebelión apoyada por los soviéticos en Sarikol desde agosto de 1945 hasta el 46, derrotando el asedio de los "hombres de las tribus" en torno a Yarkand cuando se habían sublevado en Nanchiang, en los alrededores de Sarikol, y matando a los oficiales del Ejército Rojo.
El caudillo musulmán chino de la Camarilla Ma de Qinghai, Ma Bufang, fue enviado con su caballería a Ürümqi por el Kuomintang en 1945 para protegerla de los rebeldes uigures de Ili. En 1945, la 5.ª y 42.ª Caballería Tungan (Hui) fueron enviadas desde Qinghai a Xinjiang, donde reforzaron el 2.º Ejército del KMT, formado por cuatro divisiones. Sus fuerzas combinadas sumaron 100 000 soldados hui y han, que sirvieron bajo el mando del KMT en 1945. Se informó que los soviéticos estaban ansiosos por "liquidar" a Ma Bufang. El general Ma Chengxiang, otro oficial de la camarilla Hui Ma y sobrino de Ma Bufang, comandó la 1.ª División de Caballería en Xinjiang bajo el KMT, que antes era el 5.º Ejército de Caballería de Gansu. En 1946 se declaró un alto el fuego, con la Segunda República del Turquestán Oriental en control de Ili y los chinos en control del resto de Xinjiang, incluyendo Ürümqi.

## Disturbios de 1947
El impopular gobernador Wu Zhongxin fue sustituido tras el alto el fuego por Zhang Zhizhong, que aplicó políticas a favor de las minorías para aplacar a la población uigur. Bai Chongxi, ministro de Defensa de China y musulmán, fue considerado para ser nombrado en 1947 gobernador de Xinjiang, pero en su lugar se dio el cargo a Masud Sabri, un uigur pro-Kuomintang que era antisoviético. Sabri era cercano a los conservadores de la Camarilla CC del Kuomintang y deshizo todas las reformas de Zhang Zhizhong a favor de las minorías, lo que provocó revueltas y disturbios entre los uigures de oasis como Turfan.
Los turcos (uigures) estaban siendo sometidos a la propaganda soviética.
En Ürümqi las mujeres musulmanas (uigures) que se casaron con hombres chinos Han fueron asaltadas por hordas de musulmanes (uigures) el 11 de julio de 1947, y las mujeres fueron apresadas y secuestradas por las hordas. Los ancianos musulmanes (uigures) se casaron a la fuerza con las mujeres. En respuesta al caos, se estableció un toque de queda a las 11:00 de la noche. El matrimonio entre mujeres musulmanas (uigures) y hombres chinos Han enfureció al líder uigur Isa Yusuf Alptekin.
Ma Chengxiang, un general musulmán chino del Kuomintang y sobrino de Ma Bufang, supuestamente utilizó su caballería musulmana china para masacrar a los uigures durante un levantamiento en 1948 en Turfan. Ma Chengxiang era el comandante de la 5.ª Unidad de Caballería, que estaba estacionada en Xinjiang. Más de 60 000 soldados estaban en el ejército de Ili, según el general Sung. Achmad (Ehmetjan Qasim) se opuso firmemente a que Masud Sabri se convirtiera en gobernador. Ehmetjan Qasim (Achmad-Jan), el líder uigur de Ili, exigió que Sabri fuera despedido como gobernador como una de las condiciones para que accediera a visitar Nanjing. Todas las razas de la región de Ili fueron reclutadas a la fuerza en el ejército uigur de Ili, excepto los Han. Los uigures y los soviéticos masacraron a los han que vivían en Ili y los expulsaron de la región.
El general musulmán salar Han Youwen, que servía a las órdenes de Ma Bufang, comandaba el Pau-an-dui (保安隊; soldados de pacificación), compuesto por tres batallones de 340 hombres. Estaban compuestos por hombres de muchos grupos, entre ellos kazajos, mongoles y rusos blancos al servicio del régimen chino. Sirvió con Osman Batur y sus fuerzas kazajas en la lucha contra el ETR Ili Uyghur y las fuerzas soviéticas. Las fuerzas del ETR en la zona de Ashan fueron atacadas, derrotadas y muertas por las fuerzas kazajas de Osman durante una ofensiva en septiembre de 1947, apoyada por los chinos. Los kazajos de Osman se apoderaron de la mayoría de las ciudades de la zona de Ashan del ETR. El cónsul soviético en funciones en Chenghua, Dipshatoff, dirigió el Ejército Rojo para ayudar a las fuerzas del ETR Ili contra los kazajos de Osman.
La Camarilla CC del Kuomintang empleó contramedidas en Xinjiang para evitar que los uigures religiosos tradicionalistas de los oasis del sur de Xinjiang desertaran hacia los uigures prosoviéticos de la ETR en Ili, en el norte de Xinjiang. El Kuomintang permitió que tres uigures nacionalistas pan-turcos antisoviéticos, Masud Sabri, Muhammad Amin Bughra e Isa Yusuf Alptekin, escribieran y publicaran propaganda nacionalista pan-turca para incitar a los pueblos túrquicos contra los soviéticos, que se enfadaron mucho por esa. El sentimiento antisoviético fue abrazado por Isa, y el sentimiento prosoviético fue abrazado por Burhan.Los soviéticos se enfadaron por Isa.
El lingüista uigur Ibrahim Muti'i se opuso a la Segunda República del Turquestán Oriental y estuvo en contra de la Rebelión de Ili porque estaba respaldada por los soviéticos y Stalin. El antiguo líder del ETR Saifuddin Azizi se disculpó más tarde con Ibrahim y admitió que su oposición a la República del Turquestán Oriental era lo correcto.
Los telegramas estadounidenses informaban de que la policía secreta soviética amenazaba con asesinar a los líderes musulmanes de Ining y les presionaba para que huyeran al "interior de China" a través de Tihwa (Ürümqi). Los rusos blancos temían a las turbas musulmanas mientras coreaban: "Nos liberamos de los amarillos, ahora debemos destruir a los blancos".

## Incidente de Beitashan
Después de que la República Popular de Mongolia se viera envuelta en una disputa fronteriza con la República de China, un regimiento de caballería musulmán chino Hui fue enviado en respuesta por el gobierno chino para atacar las posiciones mongolas y soviéticas. Como comandante de la 1.ª División de Caballería, el general de división Han Youwen fue enviado por el mando militar del Kuomintang a Beitashan con una compañía de tropas para reforzar a Ma Xizhen. Llegaron aproximadamente tres meses antes de que estallaran los combates. En Pei-ta-shan, el general Han estaba al mando de toda la caballería musulmana que se defendía de las fuerzas soviéticas y mongolas. Han dijo a A. Doak Barnet, un reportero estadounidense, que "creía que la frontera debía estar a unas 40 millas al norte de las montañas".
Las fuerzas chinas musulmanas y turcas kazajas que trabajaban para el Kuomintang lucharon contra las tropas soviéticas rusas y mongolas. En junio de 1947, los mongoles y los soviéticos lanzaron un ataque contra los kazajos y los hicieron retroceder al bando chino. Sin embargo, los combates continuaron durante un año más, con 13 enfrentamientos entre el 5 de junio de 1947 y julio de 1948. La caballería musulmana china de élite de Qinghai fue enviada por el Kuomintang para destruir a los mongoles y a los rusos en 1947.
La 1.ª División del general musulmán Han Youwen recibió en Beitashan a las fuerzas de Osman después de que éste se retirara en la batalla. En el condado de Qitai se encontraba el cuartel general de la 1.ª División del 5.º Ejército de Han Youwen en 1946. Al año siguiente, durante el Incidente de Beitashan, Ma Xizhen luchó contra los mongoles.
Durante la guerra contra los separatistas de Ili, Han Youwen realizó una oración sobre el suelo cubierto de nieve después de haber aparcado su coche en la carretera tras una derrota infligida al Ejército Nacional de Ili.

## Adhesión política de Xinjiang al régimen comunista chino
El conflicto terminó con la llegada de los comunistas chinos a la región en 1949. El 19 de agosto de 1949, Mao Zedong, líder de los comunistas chinos, invitó a los líderes de los Tres Distritos a asistir a la Conferencia Consultiva Política del Pueblo Chino inaugural que se celebraría en Pekín. Mao telegrafió: "Has hecho una gran contribución a la liberación de Xinjiang y de China". El 22 de agosto, cinco líderes de los Tres Distritos, Ehmetjan Qasimi, Abdulkerim Abbas, Ishaq Beg Munonov, Luo Zhi y Dalelkhan Sugirbayev, subieron a un avión soviético en Almaty y se dirigían a Chita, pero se dice que perecieron en un accidente aéreo cerca del lago Baikal. El 3 de septiembre, otros tres antiguos dirigentes del ETR, entre ellos Saifuddin Azizi, llegaron a Pekín en tren y aceptaron unirse a la República Popular China, que se fundó el 1 de octubre. La muerte de los demás ex dirigentes del ETR no se anunció hasta diciembre, después de que el Ejército Popular de Liberación (EPL) de los comunistas chinos tuviera el control del norte de Xinjiang y hubiera reorganizado las fuerzas militares de los Tres Distritos en el EPL. Varios antiguos comandantes del ETR se unieron al EPL.
El 25 de septiembre, los líderes nacionalistas de Dihua, Tao Zhiyue y Burhan Shahidi, anunciaron la rendición formal de las fuerzas nacionalistas en Xinjiang a los comunistas chinos. El 12 de octubre, el Ejército Popular de Liberación Comunista entró en Xinjiang. Muchos otros generales del Kuomintang en Xinjiang como el Salar general musulmán Han Youwen se unieron a la deserción al EPL. Continuaron sirviendo en el EPL como oficiales en Xinjiang. Otros líderes nacionalistas que se negaron a someterse huyeron a Taiwán o a Turquía. Ma Chengxiang huyó vía India a Taiwán. Muhammad Amin Bughra y Isa Yusuf Alptekin huyeron a Turquía. Masud Sabri fue detenido por los comunistas chinos y murió en prisión en 1952.
La única resistencia organizada que encontró el EPL fue la de la milicia kazaja de Osman Batur y la de las tropas rusas blancas y hui de Yulbars Khan, que servían a la República de China. Batur juró su lealtad al Kuomintang y fue asesinado en 1951. Yulbars Khan luchó contra las fuerzas del EPL en la Batalla de Yiwu y huyó a través del Tíbet eludiendo las fuerzas de acoso del Dalai Lama y escapó a través de la India a Taiwán para unirse a la República de China, que lo nombró gobernador de la Provincia de Xinjiang en el exilio. La Region Autónoma de Xinjiang Uygur de la República Popular China fue establecida el uno de octubre de 1955. 

## Telegramas americanos
Se intercambiaron múltiples telegramas entre el gobierno chino, los mongoles, el gobierno estadounidense, el régimen uigur de Ili y la Unión Soviética, que fueron conservados por agentes estadounidenses y enviados a Washington D. C..

## Acontecimientos y personas relacionadas
La Unión Soviética creó un estado títere similar en la dinastía Pahlavi Irán en forma de Gobierno Popular de Azerbaiyán y República de Mahabad. La Unión Soviética utilizó métodos y tácticas comparables tanto en Xinjiang como en Irán cuando estableció la República Kurda de Mahabad y la República Autónoma de Azerbaiyán. El embajador estadounidense en la Unión Soviética envió un telegrama a Washington D. C. en el que decía que la situación en el Azerbaiyán iraní y en Xinjiang eran similares.
En el conflicto de Xinjiang, la Unión Soviética participó en la financiación y el apoyo al Partido Revolucionario del Pueblo del Turquestán Oriental (ETPRP) para iniciar un levantamiento separatista contra China en 1968. En la década de 1970, los soviéticos también apoyaron al Frente Revolucionario Unido del Turquestán Oriental (URFET) para luchar contra los chinos.
Según su autobiografía, Dragon Fighter: One Woman's Epic Struggle for Peace with China, El padre de Rebiya Kadeer sirvió con los rebeldes uigures prosoviéticos bajo la Segunda República del Turkestán Oriental en la Rebelión de Ili (Rebelión de las Tres Provincias) en 1944-46, utilizando la asistencia y ayuda soviética para luchar contra el gobierno de la República de China bajo Chiang Kai-shek. Kadeer y su familia eran muy amigos de exiliados rusos blancos que vivían en Xinjiang y Kadeer recordaba que muchos uigures pensaban que la cultura rusa era "más avanzada" que la de los uigures y que "respetaban" mucho a los rusos.
El Movimiento por la Independencia del Turquestán Oriental se dividió en dos ramas, una de ellas prosoviética y apoyada por la Unión Soviética y la otra pan-turquista antisoviética con miembros basados en Turquía y en países occidentales. Los pan-turquistas eran los tres Effendis, (ئۈچ ئەپەندى; Üch Äpändi) Aisa Alptekin, Memtimin Bughra, and Masud Sabri. The Second East Turkestan Republic attacked them as Kuomintang "puppets". El sentimiento antisoviético fue abrazado por Isa mientras que el sentimiento prosoviético fue abrazado por Burhan. Los soviéticos se enfadaron con Isa. La violencia estalló entre los partidarios de los soviéticos y los partidarios de Turquía debido a una película sobre las guerras ruso-turcas en 1949 en la Universidad de Xinjiang, según Abdurahim Amin en Dihua (Ürümqi).
La Unión Soviética animó a los antiguos miembros de la República del Turquestán Oriental y a los uigures en general a emigrar a la Unión Soviética desde China y solía emitir propaganda separatista a favor de la independencia de los uigures, lo que llevó a la creación del "Partido Revolucionario del Pueblo del Turquestán Oriental".
La rebelión de Ili se menciona y se elogia en un panfleto islamista en árabe sobre China y los musulmanes de la Unión Soviética, que fue recogido y traducido en 1960 al inglés en Teherán por agentes del gobierno estadounidense, escrito originalmente por Mohammed Aziz Ismail y Mohammed Sa'id Ismail.
La transferencia de Xinjiang a la República Popular China es lamentada por el ideólogo de Al-Qaeda, Mustafa Setmariam Nasar. por un artículo de la rama de Al-Qaeda Frente Al-Nusra en inglés "Al-Risalah magazine" (مجلة الرسالة), segundo número (العدد الثاني), traducido del inglés al turco por la "Doğu Türkistan Haber Ajansı" (Agencia de Noticias del Turkestán Oriental) y titulado Al Risale: "Türkistan Dağları" 1. Bölüm (El mensaje : "Montañas del Turquestán" Parte 2.) and by "Resurgence", a magazine run by Al-Qaeda.